# Djaâfra (distrito)
Djaâfra é um distrito localizado na província de Bordj Bou Arreridj, Argélia, e cuja capital é a cidade de mesmo nome, Djaâfra.[carece de fontes?]

## Municípios
O distrito está dividido em quatro comunas:
- Djaâfra
- Colla
- El Main
- Achabou